# Mehmet Tanrıverdi
Mehmet Tanrıverdi (* 3. August 1962 in Siverek, Türkei) ist ein deutsch-kurdischer Unternehmer. Er ist Ehrenpräsident der Bundesarbeitsgemeinschaft der Immigrantenverbände e.V. (BAGIV). Er war 13 Jahre Stadtverordneter im Gießener Stadtparlament und leitete dort den Ausschuss für Schule und Kultur. Seit 2015 ist er Präsident des MTV 1846 Gießen. Er ist Gründungsvorsitzender der Kurdischen Gemeinde Deutschland (KGD) und dient dem Verband weiterhin als Präsidiumsmitglied.

## Leben und Wirken
Mehmet Tanrıverdi studierte Elektrotechnik an der Fachhochschule Gießen-Friedberg (heute Technische Hochschule Mittelhessen / THM) und Jura an der Justus-Liebig-Universität Gießen. Der Diplom-Ingenieur ist Inhaber und Geschäftsführer der Firma Meta Bearings Distribution GmbH, einer Handelsgesellschaft für Wälz- und Kugellager.
Seit 2003 ist er Stadtverordneter in Gießen. Er war Mitglied der SPD, aus der er allerdings im Mai 2011 nach 15 Jahren austrat, nachdem die Partei das Ausschlussverfahren gegen Thilo Sarrazin gestoppt hatte. Seinen Sitz in der Gießener Stadtverordnetenversammlung behielt er indes als Parteiloser.
Tanrıverdi ist Vorsitzender des Ausschusses Schule, Bildung und Kultur der Stadtverordnetenversammlung in Gießen.
Von 2002 bis zum Mai 2015 war Tanrıverdi Präsident der Bundesarbeitsgemeinschaft der Immigrantenverbände in Deutschland (BAGIV). Er ist Mitglied im Integrationsbeirat der Bundesregierung. Dort leitet er die Arbeitsgruppe „Soziale Teilhabe“. In dieser Funktion ist er Teilnehmer aller bislang stattgefundenen Integrationsgipfel der Bundesregierung. Tanrıverdi hat weitere ehrenamtliche Funktionen inne: Er ist Ehrenvorsitzender der Deutsch-Kurdischen-Gesellschaft Gießen e.V (DKG); von 1994 bis 2000 war er Bundesvorsitzender der Kurdischen Gemeinde in Deutschland e.V. (KGD), deren Mitbegründer er war. Seit April 2013 sitzt ist er wieder im Vorstand der KGD, in der Funktion als stellvertretender Vorsitzender.
Er verfasste zahlreiche Artikel und Arbeitspapiere zum Thema Integration und war Gutachter bei der Anhörung des Innenausschusses des Deutschen Bundestages zur Reform des Staatsangehörigkeitsgesetzes im Jahre 1999. Tanrıverdi war zudem Jury-Mitglied des Wettbewerbs 365 Orte im Land der Ideen (2006 bis 2012).
Tanrıverdi ist Träger des Verdienstordens der Bundesrepublik Deutschland („Bundesverdienstkreuz“), das er im Jahre 2009 durch den damaligen Bundespräsidenten Horst Köhler für seine Verdienste als „Brückenbauer“ verliehen bekam.

## Auszeichnungen
- 2009: Bundesverdienstkreuz